# Modello delle oche volanti
Il modello delle oche volanti è un modello di sviluppo industriale proposto da Kaname Akamatsu e messo in atto durante il cosiddetto "miracolo asiatico", ossia durante l'importante crescita economica asiatica della prima metà degli anni novanta, che conobbe una battuta d'arresto con la crisi finanziaria asiatica del 1997.
Lo sviluppo economico e industriale prese avvio in Giappone e poi si diffuse tra le tigri asiatiche (Corea del Sud, Hong Kong, Singapore, Taiwan) e nei 4 Paesi dell'ASEAN (Filippine, Thailandia, Malaysia, Indonesia).

## Premessa
Il modello delle oche volanti prevede che un Paese allo stadio evolutivo più sviluppato diffonda la propria conoscenza ai Paesi meno sviluppati per diventarne, successivamente, mercato per l'export. Il Giappone (oca guida) svolse un ruolo fondamentale nell'identificare il commercio internazionale e l'apertura dei mercati come gli elementi di sviluppo per l'economia di un Paese.

## Il modello
Si tratta di un modello sullo sviluppo industriale, dove ci sono 2 categorie di Paesi: leader e follower. La teoria, che proviene dall'economista Akamatsu, identifica i leader con i Paesi occidentali e i follower con i Paesi asiatici. Vi è poi un sottogruppo, quello dei Paesi in crescita, con una velocità di sviluppo superiore.
Ci sono 3 fasi di base in questa teoria di sviluppo industriale, dove si utilizza una metafora suggestiva (quella delle anatre) per far capire che come la formazione degli animali cambia e muta nel tempo lo stesso vale per i Paesi, e una fase 4 considerata una volta che il modello è a regime:
1. inizio importazioni dei follower dai paesi industrializzati, così inizia la comunicazione e il "contatto" con le altre culture.
ad es. quando Giappone importava cotone, tabacchi, orologi.
2. forte aumento delle importazioni di macchinari e materie prime, assume rilevanza l'industria locale.
3. iniziano le esportazioni (prodotti grezzi) e continuano le importazioni (di prodotti raffinati e costosi).
4. iniziano le esportazioni dai follower ai leader.
Questa teoria è sia dinamica che determinista e secondo Akamatsu porta allo sviluppo e al benessere mondiale. Non si tratta di una teoria di dominio.
Per quanto concerne le caratteristiche dei paesi i follower hanno a disposizione: bassi salari, bassi costi di materie prime, mercato locale. Il punto cruciale è la cultura straniera, tale non è una minaccia anzi è una leva di sopravvivenza: tramite la cultura si apprende dagli altri paesi, consente la crescita, di apprendere.
I leader sono nella posizione più scomoda in quanto saranno sempre rincorsi e imitati dai follower. Ci sono 2 modi per cercare di preservare temporalmente la propria posizione: aggiornare continuamente i propri prodotti e introdurne di nuovi in modo da soddisfare le richieste dei mercati. Il vantaggio dei leader dura per poco tempo in quanto i follower utilizzano le loro tecnologie, la tecnica di produzione sulla base di industrie esistenti e ben collaudate (appunto i leader) per raggiungerli.
La posizione che assumono i paesi non è mai definitiva, c'è sempre la possibilità per i deboli di diventare forti in questo scenario eterno proiettato da Akamatsu.